# Чемпіонат УРСР із шахів 1963 (жінки)
23-й чемпіонат України із шахів серед жінок, що проходив у Києві з 7 по 31 травня 1963 року.

## Загальна інформація про турнір
|   | a | b | c | d | e | f | g | h |   |
| 8 | a8 чорна тура · d8 чорна тура · e8 чорний ферзь · a7 чорний пішак · b7 чорний пішак · c7 біла тура · f7 білий кінь · g7 чорний слон · h7 чорний король · d6 білий пішак · f6 білий кінь · g6 чорний пішак · h6 чорний пішак · d5 білий ферзь · e5 чорний пішак · f5 чорний слон · c4 чорний кінь · e3 білий пішак · h3 білий пішак · a2 білий пішак · b2 білий пішак · g2 білий пішак · d1 біла тура · g1 білий король | a8 чорна тура · d8 чорна тура · e8 чорний ферзь · a7 чорний пішак · b7 чорний пішак · c7 біла тура · f7 білий кінь · g7 чорний слон · h7 чорний король · d6 білий пішак · f6 білий кінь · g6 чорний пішак · h6 чорний пішак · d5 білий ферзь · e5 чорний пішак · f5 чорний слон · c4 чорний кінь · e3 білий пішак · h3 білий пішак · a2 білий пішак · b2 білий пішак · g2 білий пішак · d1 біла тура · g1 білий король | a8 чорна тура · d8 чорна тура · e8 чорний ферзь · a7 чорний пішак · b7 чорний пішак · c7 біла тура · f7 білий кінь · g7 чорний слон · h7 чорний король · d6 білий пішак · f6 білий кінь · g6 чорний пішак · h6 чорний пішак · d5 білий ферзь · e5 чорний пішак · f5 чорний слон · c4 чорний кінь · e3 білий пішак · h3 білий пішак · a2 білий пішак · b2 білий пішак · g2 білий пішак · d1 біла тура · g1 білий король | a8 чорна тура · d8 чорна тура · e8 чорний ферзь · a7 чорний пішак · b7 чорний пішак · c7 біла тура · f7 білий кінь · g7 чорний слон · h7 чорний король · d6 білий пішак · f6 білий кінь · g6 чорний пішак · h6 чорний пішак · d5 білий ферзь · e5 чорний пішак · f5 чорний слон · c4 чорний кінь · e3 білий пішак · h3 білий пішак · a2 білий пішак · b2 білий пішак · g2 білий пішак · d1 біла тура · g1 білий король | a8 чорна тура · d8 чорна тура · e8 чорний ферзь · a7 чорний пішак · b7 чорний пішак · c7 біла тура · f7 білий кінь · g7 чорний слон · h7 чорний король · d6 білий пішак · f6 білий кінь · g6 чорний пішак · h6 чорний пішак · d5 білий ферзь · e5 чорний пішак · f5 чорний слон · c4 чорний кінь · e3 білий пішак · h3 білий пішак · a2 білий пішак · b2 білий пішак · g2 білий пішак · d1 біла тура · g1 білий король | a8 чорна тура · d8 чорна тура · e8 чорний ферзь · a7 чорний пішак · b7 чорний пішак · c7 біла тура · f7 білий кінь · g7 чорний слон · h7 чорний король · d6 білий пішак · f6 білий кінь · g6 чорний пішак · h6 чорний пішак · d5 білий ферзь · e5 чорний пішак · f5 чорний слон · c4 чорний кінь · e3 білий пішак · h3 білий пішак · a2 білий пішак · b2 білий пішак · g2 білий пішак · d1 біла тура · g1 білий король | a8 чорна тура · d8 чорна тура · e8 чорний ферзь · a7 чорний пішак · b7 чорний пішак · c7 біла тура · f7 білий кінь · g7 чорний слон · h7 чорний король · d6 білий пішак · f6 білий кінь · g6 чорний пішак · h6 чорний пішак · d5 білий ферзь · e5 чорний пішак · f5 чорний слон · c4 чорний кінь · e3 білий пішак · h3 білий пішак · a2 білий пішак · b2 білий пішак · g2 білий пішак · d1 біла тура · g1 білий король | a8 чорна тура · d8 чорна тура · e8 чорний ферзь · a7 чорний пішак · b7 чорний пішак · c7 біла тура · f7 білий кінь · g7 чорний слон · h7 чорний король · d6 білий пішак · f6 білий кінь · g6 чорний пішак · h6 чорний пішак · d5 білий ферзь · e5 чорний пішак · f5 чорний слон · c4 чорний кінь · e3 білий пішак · h3 білий пішак · a2 білий пішак · b2 білий пішак · g2 білий пішак · d1 біла тура · g1 білий король | 8 |
| 7 | a8 чорна тура · d8 чорна тура · e8 чорний ферзь · a7 чорний пішак · b7 чорний пішак · c7 біла тура · f7 білий кінь · g7 чорний слон · h7 чорний король · d6 білий пішак · f6 білий кінь · g6 чорний пішак · h6 чорний пішак · d5 білий ферзь · e5 чорний пішак · f5 чорний слон · c4 чорний кінь · e3 білий пішак · h3 білий пішак · a2 білий пішак · b2 білий пішак · g2 білий пішак · d1 біла тура · g1 білий король | a8 чорна тура · d8 чорна тура · e8 чорний ферзь · a7 чорний пішак · b7 чорний пішак · c7 біла тура · f7 білий кінь · g7 чорний слон · h7 чорний король · d6 білий пішак · f6 білий кінь · g6 чорний пішак · h6 чорний пішак · d5 білий ферзь · e5 чорний пішак · f5 чорний слон · c4 чорний кінь · e3 білий пішак · h3 білий пішак · a2 білий пішак · b2 білий пішак · g2 білий пішак · d1 біла тура · g1 білий король | a8 чорна тура · d8 чорна тура · e8 чорний ферзь · a7 чорний пішак · b7 чорний пішак · c7 біла тура · f7 білий кінь · g7 чорний слон · h7 чорний король · d6 білий пішак · f6 білий кінь · g6 чорний пішак · h6 чорний пішак · d5 білий ферзь · e5 чорний пішак · f5 чорний слон · c4 чорний кінь · e3 білий пішак · h3 білий пішак · a2 білий пішак · b2 білий пішак · g2 білий пішак · d1 біла тура · g1 білий король | a8 чорна тура · d8 чорна тура · e8 чорний ферзь · a7 чорний пішак · b7 чорний пішак · c7 біла тура · f7 білий кінь · g7 чорний слон · h7 чорний король · d6 білий пішак · f6 білий кінь · g6 чорний пішак · h6 чорний пішак · d5 білий ферзь · e5 чорний пішак · f5 чорний слон · c4 чорний кінь · e3 білий пішак · h3 білий пішак · a2 білий пішак · b2 білий пішак · g2 білий пішак · d1 біла тура · g1 білий король | a8 чорна тура · d8 чорна тура · e8 чорний ферзь · a7 чорний пішак · b7 чорний пішак · c7 біла тура · f7 білий кінь · g7 чорний слон · h7 чорний король · d6 білий пішак · f6 білий кінь · g6 чорний пішак · h6 чорний пішак · d5 білий ферзь · e5 чорний пішак · f5 чорний слон · c4 чорний кінь · e3 білий пішак · h3 білий пішак · a2 білий пішак · b2 білий пішак · g2 білий пішак · d1 біла тура · g1 білий король | a8 чорна тура · d8 чорна тура · e8 чорний ферзь · a7 чорний пішак · b7 чорний пішак · c7 біла тура · f7 білий кінь · g7 чорний слон · h7 чорний король · d6 білий пішак · f6 білий кінь · g6 чорний пішак · h6 чорний пішак · d5 білий ферзь · e5 чорний пішак · f5 чорний слон · c4 чорний кінь · e3 білий пішак · h3 білий пішак · a2 білий пішак · b2 білий пішак · g2 білий пішак · d1 біла тура · g1 білий король | a8 чорна тура · d8 чорна тура · e8 чорний ферзь · a7 чорний пішак · b7 чорний пішак · c7 біла тура · f7 білий кінь · g7 чорний слон · h7 чорний король · d6 білий пішак · f6 білий кінь · g6 чорний пішак · h6 чорний пішак · d5 білий ферзь · e5 чорний пішак · f5 чорний слон · c4 чорний кінь · e3 білий пішак · h3 білий пішак · a2 білий пішак · b2 білий пішак · g2 білий пішак · d1 біла тура · g1 білий король | a8 чорна тура · d8 чорна тура · e8 чорний ферзь · a7 чорний пішак · b7 чорний пішак · c7 біла тура · f7 білий кінь · g7 чорний слон · h7 чорний король · d6 білий пішак · f6 білий кінь · g6 чорний пішак · h6 чорний пішак · d5 білий ферзь · e5 чорний пішак · f5 чорний слон · c4 чорний кінь · e3 білий пішак · h3 білий пішак · a2 білий пішак · b2 білий пішак · g2 білий пішак · d1 біла тура · g1 білий король | 7 |
| 6 | a8 чорна тура · d8 чорна тура · e8 чорний ферзь · a7 чорний пішак · b7 чорний пішак · c7 біла тура · f7 білий кінь · g7 чорний слон · h7 чорний король · d6 білий пішак · f6 білий кінь · g6 чорний пішак · h6 чорний пішак · d5 білий ферзь · e5 чорний пішак · f5 чорний слон · c4 чорний кінь · e3 білий пішак · h3 білий пішак · a2 білий пішак · b2 білий пішак · g2 білий пішак · d1 біла тура · g1 білий король | a8 чорна тура · d8 чорна тура · e8 чорний ферзь · a7 чорний пішак · b7 чорний пішак · c7 біла тура · f7 білий кінь · g7 чорний слон · h7 чорний король · d6 білий пішак · f6 білий кінь · g6 чорний пішак · h6 чорний пішак · d5 білий ферзь · e5 чорний пішак · f5 чорний слон · c4 чорний кінь · e3 білий пішак · h3 білий пішак · a2 білий пішак · b2 білий пішак · g2 білий пішак · d1 біла тура · g1 білий король | a8 чорна тура · d8 чорна тура · e8 чорний ферзь · a7 чорний пішак · b7 чорний пішак · c7 біла тура · f7 білий кінь · g7 чорний слон · h7 чорний король · d6 білий пішак · f6 білий кінь · g6 чорний пішак · h6 чорний пішак · d5 білий ферзь · e5 чорний пішак · f5 чорний слон · c4 чорний кінь · e3 білий пішак · h3 білий пішак · a2 білий пішак · b2 білий пішак · g2 білий пішак · d1 біла тура · g1 білий король | a8 чорна тура · d8 чорна тура · e8 чорний ферзь · a7 чорний пішак · b7 чорний пішак · c7 біла тура · f7 білий кінь · g7 чорний слон · h7 чорний король · d6 білий пішак · f6 білий кінь · g6 чорний пішак · h6 чорний пішак · d5 білий ферзь · e5 чорний пішак · f5 чорний слон · c4 чорний кінь · e3 білий пішак · h3 білий пішак · a2 білий пішак · b2 білий пішак · g2 білий пішак · d1 біла тура · g1 білий король | a8 чорна тура · d8 чорна тура · e8 чорний ферзь · a7 чорний пішак · b7 чорний пішак · c7 біла тура · f7 білий кінь · g7 чорний слон · h7 чорний король · d6 білий пішак · f6 білий кінь · g6 чорний пішак · h6 чорний пішак · d5 білий ферзь · e5 чорний пішак · f5 чорний слон · c4 чорний кінь · e3 білий пішак · h3 білий пішак · a2 білий пішак · b2 білий пішак · g2 білий пішак · d1 біла тура · g1 білий король | a8 чорна тура · d8 чорна тура · e8 чорний ферзь · a7 чорний пішак · b7 чорний пішак · c7 біла тура · f7 білий кінь · g7 чорний слон · h7 чорний король · d6 білий пішак · f6 білий кінь · g6 чорний пішак · h6 чорний пішак · d5 білий ферзь · e5 чорний пішак · f5 чорний слон · c4 чорний кінь · e3 білий пішак · h3 білий пішак · a2 білий пішак · b2 білий пішак · g2 білий пішак · d1 біла тура · g1 білий король | a8 чорна тура · d8 чорна тура · e8 чорний ферзь · a7 чорний пішак · b7 чорний пішак · c7 біла тура · f7 білий кінь · g7 чорний слон · h7 чорний король · d6 білий пішак · f6 білий кінь · g6 чорний пішак · h6 чорний пішак · d5 білий ферзь · e5 чорний пішак · f5 чорний слон · c4 чорний кінь · e3 білий пішак · h3 білий пішак · a2 білий пішак · b2 білий пішак · g2 білий пішак · d1 біла тура · g1 білий король | a8 чорна тура · d8 чорна тура · e8 чорний ферзь · a7 чорний пішак · b7 чорний пішак · c7 біла тура · f7 білий кінь · g7 чорний слон · h7 чорний король · d6 білий пішак · f6 білий кінь · g6 чорний пішак · h6 чорний пішак · d5 білий ферзь · e5 чорний пішак · f5 чорний слон · c4 чорний кінь · e3 білий пішак · h3 білий пішак · a2 білий пішак · b2 білий пішак · g2 білий пішак · d1 біла тура · g1 білий король | 6 |
| 5 | a8 чорна тура · d8 чорна тура · e8 чорний ферзь · a7 чорний пішак · b7 чорний пішак · c7 біла тура · f7 білий кінь · g7 чорний слон · h7 чорний король · d6 білий пішак · f6 білий кінь · g6 чорний пішак · h6 чорний пішак · d5 білий ферзь · e5 чорний пішак · f5 чорний слон · c4 чорний кінь · e3 білий пішак · h3 білий пішак · a2 білий пішак · b2 білий пішак · g2 білий пішак · d1 біла тура · g1 білий король | a8 чорна тура · d8 чорна тура · e8 чорний ферзь · a7 чорний пішак · b7 чорний пішак · c7 біла тура · f7 білий кінь · g7 чорний слон · h7 чорний король · d6 білий пішак · f6 білий кінь · g6 чорний пішак · h6 чорний пішак · d5 білий ферзь · e5 чорний пішак · f5 чорний слон · c4 чорний кінь · e3 білий пішак · h3 білий пішак · a2 білий пішак · b2 білий пішак · g2 білий пішак · d1 біла тура · g1 білий король | a8 чорна тура · d8 чорна тура · e8 чорний ферзь · a7 чорний пішак · b7 чорний пішак · c7 біла тура · f7 білий кінь · g7 чорний слон · h7 чорний король · d6 білий пішак · f6 білий кінь · g6 чорний пішак · h6 чорний пішак · d5 білий ферзь · e5 чорний пішак · f5 чорний слон · c4 чорний кінь · e3 білий пішак · h3 білий пішак · a2 білий пішак · b2 білий пішак · g2 білий пішак · d1 біла тура · g1 білий король | a8 чорна тура · d8 чорна тура · e8 чорний ферзь · a7 чорний пішак · b7 чорний пішак · c7 біла тура · f7 білий кінь · g7 чорний слон · h7 чорний король · d6 білий пішак · f6 білий кінь · g6 чорний пішак · h6 чорний пішак · d5 білий ферзь · e5 чорний пішак · f5 чорний слон · c4 чорний кінь · e3 білий пішак · h3 білий пішак · a2 білий пішак · b2 білий пішак · g2 білий пішак · d1 біла тура · g1 білий король | a8 чорна тура · d8 чорна тура · e8 чорний ферзь · a7 чорний пішак · b7 чорний пішак · c7 біла тура · f7 білий кінь · g7 чорний слон · h7 чорний король · d6 білий пішак · f6 білий кінь · g6 чорний пішак · h6 чорний пішак · d5 білий ферзь · e5 чорний пішак · f5 чорний слон · c4 чорний кінь · e3 білий пішак · h3 білий пішак · a2 білий пішак · b2 білий пішак · g2 білий пішак · d1 біла тура · g1 білий король | a8 чорна тура · d8 чорна тура · e8 чорний ферзь · a7 чорний пішак · b7 чорний пішак · c7 біла тура · f7 білий кінь · g7 чорний слон · h7 чорний король · d6 білий пішак · f6 білий кінь · g6 чорний пішак · h6 чорний пішак · d5 білий ферзь · e5 чорний пішак · f5 чорний слон · c4 чорний кінь · e3 білий пішак · h3 білий пішак · a2 білий пішак · b2 білий пішак · g2 білий пішак · d1 біла тура · g1 білий король | a8 чорна тура · d8 чорна тура · e8 чорний ферзь · a7 чорний пішак · b7 чорний пішак · c7 біла тура · f7 білий кінь · g7 чорний слон · h7 чорний король · d6 білий пішак · f6 білий кінь · g6 чорний пішак · h6 чорний пішак · d5 білий ферзь · e5 чорний пішак · f5 чорний слон · c4 чорний кінь · e3 білий пішак · h3 білий пішак · a2 білий пішак · b2 білий пішак · g2 білий пішак · d1 біла тура · g1 білий король | a8 чорна тура · d8 чорна тура · e8 чорний ферзь · a7 чорний пішак · b7 чорний пішак · c7 біла тура · f7 білий кінь · g7 чорний слон · h7 чорний король · d6 білий пішак · f6 білий кінь · g6 чорний пішак · h6 чорний пішак · d5 білий ферзь · e5 чорний пішак · f5 чорний слон · c4 чорний кінь · e3 білий пішак · h3 білий пішак · a2 білий пішак · b2 білий пішак · g2 білий пішак · d1 біла тура · g1 білий король | 5 |
| 4 | a8 чорна тура · d8 чорна тура · e8 чорний ферзь · a7 чорний пішак · b7 чорний пішак · c7 біла тура · f7 білий кінь · g7 чорний слон · h7 чорний король · d6 білий пішак · f6 білий кінь · g6 чорний пішак · h6 чорний пішак · d5 білий ферзь · e5 чорний пішак · f5 чорний слон · c4 чорний кінь · e3 білий пішак · h3 білий пішак · a2 білий пішак · b2 білий пішак · g2 білий пішак · d1 біла тура · g1 білий король | a8 чорна тура · d8 чорна тура · e8 чорний ферзь · a7 чорний пішак · b7 чорний пішак · c7 біла тура · f7 білий кінь · g7 чорний слон · h7 чорний король · d6 білий пішак · f6 білий кінь · g6 чорний пішак · h6 чорний пішак · d5 білий ферзь · e5 чорний пішак · f5 чорний слон · c4 чорний кінь · e3 білий пішак · h3 білий пішак · a2 білий пішак · b2 білий пішак · g2 білий пішак · d1 біла тура · g1 білий король | a8 чорна тура · d8 чорна тура · e8 чорний ферзь · a7 чорний пішак · b7 чорний пішак · c7 біла тура · f7 білий кінь · g7 чорний слон · h7 чорний король · d6 білий пішак · f6 білий кінь · g6 чорний пішак · h6 чорний пішак · d5 білий ферзь · e5 чорний пішак · f5 чорний слон · c4 чорний кінь · e3 білий пішак · h3 білий пішак · a2 білий пішак · b2 білий пішак · g2 білий пішак · d1 біла тура · g1 білий король | a8 чорна тура · d8 чорна тура · e8 чорний ферзь · a7 чорний пішак · b7 чорний пішак · c7 біла тура · f7 білий кінь · g7 чорний слон · h7 чорний король · d6 білий пішак · f6 білий кінь · g6 чорний пішак · h6 чорний пішак · d5 білий ферзь · e5 чорний пішак · f5 чорний слон · c4 чорний кінь · e3 білий пішак · h3 білий пішак · a2 білий пішак · b2 білий пішак · g2 білий пішак · d1 біла тура · g1 білий король | a8 чорна тура · d8 чорна тура · e8 чорний ферзь · a7 чорний пішак · b7 чорний пішак · c7 біла тура · f7 білий кінь · g7 чорний слон · h7 чорний король · d6 білий пішак · f6 білий кінь · g6 чорний пішак · h6 чорний пішак · d5 білий ферзь · e5 чорний пішак · f5 чорний слон · c4 чорний кінь · e3 білий пішак · h3 білий пішак · a2 білий пішак · b2 білий пішак · g2 білий пішак · d1 біла тура · g1 білий король | a8 чорна тура · d8 чорна тура · e8 чорний ферзь · a7 чорний пішак · b7 чорний пішак · c7 біла тура · f7 білий кінь · g7 чорний слон · h7 чорний король · d6 білий пішак · f6 білий кінь · g6 чорний пішак · h6 чорний пішак · d5 білий ферзь · e5 чорний пішак · f5 чорний слон · c4 чорний кінь · e3 білий пішак · h3 білий пішак · a2 білий пішак · b2 білий пішак · g2 білий пішак · d1 біла тура · g1 білий король | a8 чорна тура · d8 чорна тура · e8 чорний ферзь · a7 чорний пішак · b7 чорний пішак · c7 біла тура · f7 білий кінь · g7 чорний слон · h7 чорний король · d6 білий пішак · f6 білий кінь · g6 чорний пішак · h6 чорний пішак · d5 білий ферзь · e5 чорний пішак · f5 чорний слон · c4 чорний кінь · e3 білий пішак · h3 білий пішак · a2 білий пішак · b2 білий пішак · g2 білий пішак · d1 біла тура · g1 білий король | a8 чорна тура · d8 чорна тура · e8 чорний ферзь · a7 чорний пішак · b7 чорний пішак · c7 біла тура · f7 білий кінь · g7 чорний слон · h7 чорний король · d6 білий пішак · f6 білий кінь · g6 чорний пішак · h6 чорний пішак · d5 білий ферзь · e5 чорний пішак · f5 чорний слон · c4 чорний кінь · e3 білий пішак · h3 білий пішак · a2 білий пішак · b2 білий пішак · g2 білий пішак · d1 біла тура · g1 білий король | 4 |
| 3 | a8 чорна тура · d8 чорна тура · e8 чорний ферзь · a7 чорний пішак · b7 чорний пішак · c7 біла тура · f7 білий кінь · g7 чорний слон · h7 чорний король · d6 білий пішак · f6 білий кінь · g6 чорний пішак · h6 чорний пішак · d5 білий ферзь · e5 чорний пішак · f5 чорний слон · c4 чорний кінь · e3 білий пішак · h3 білий пішак · a2 білий пішак · b2 білий пішак · g2 білий пішак · d1 біла тура · g1 білий король | a8 чорна тура · d8 чорна тура · e8 чорний ферзь · a7 чорний пішак · b7 чорний пішак · c7 біла тура · f7 білий кінь · g7 чорний слон · h7 чорний король · d6 білий пішак · f6 білий кінь · g6 чорний пішак · h6 чорний пішак · d5 білий ферзь · e5 чорний пішак · f5 чорний слон · c4 чорний кінь · e3 білий пішак · h3 білий пішак · a2 білий пішак · b2 білий пішак · g2 білий пішак · d1 біла тура · g1 білий король | a8 чорна тура · d8 чорна тура · e8 чорний ферзь · a7 чорний пішак · b7 чорний пішак · c7 біла тура · f7 білий кінь · g7 чорний слон · h7 чорний король · d6 білий пішак · f6 білий кінь · g6 чорний пішак · h6 чорний пішак · d5 білий ферзь · e5 чорний пішак · f5 чорний слон · c4 чорний кінь · e3 білий пішак · h3 білий пішак · a2 білий пішак · b2 білий пішак · g2 білий пішак · d1 біла тура · g1 білий король | a8 чорна тура · d8 чорна тура · e8 чорний ферзь · a7 чорний пішак · b7 чорний пішак · c7 біла тура · f7 білий кінь · g7 чорний слон · h7 чорний король · d6 білий пішак · f6 білий кінь · g6 чорний пішак · h6 чорний пішак · d5 білий ферзь · e5 чорний пішак · f5 чорний слон · c4 чорний кінь · e3 білий пішак · h3 білий пішак · a2 білий пішак · b2 білий пішак · g2 білий пішак · d1 біла тура · g1 білий король | a8 чорна тура · d8 чорна тура · e8 чорний ферзь · a7 чорний пішак · b7 чорний пішак · c7 біла тура · f7 білий кінь · g7 чорний слон · h7 чорний король · d6 білий пішак · f6 білий кінь · g6 чорний пішак · h6 чорний пішак · d5 білий ферзь · e5 чорний пішак · f5 чорний слон · c4 чорний кінь · e3 білий пішак · h3 білий пішак · a2 білий пішак · b2 білий пішак · g2 білий пішак · d1 біла тура · g1 білий король | a8 чорна тура · d8 чорна тура · e8 чорний ферзь · a7 чорний пішак · b7 чорний пішак · c7 біла тура · f7 білий кінь · g7 чорний слон · h7 чорний король · d6 білий пішак · f6 білий кінь · g6 чорний пішак · h6 чорний пішак · d5 білий ферзь · e5 чорний пішак · f5 чорний слон · c4 чорний кінь · e3 білий пішак · h3 білий пішак · a2 білий пішак · b2 білий пішак · g2 білий пішак · d1 біла тура · g1 білий король | a8 чорна тура · d8 чорна тура · e8 чорний ферзь · a7 чорний пішак · b7 чорний пішак · c7 біла тура · f7 білий кінь · g7 чорний слон · h7 чорний король · d6 білий пішак · f6 білий кінь · g6 чорний пішак · h6 чорний пішак · d5 білий ферзь · e5 чорний пішак · f5 чорний слон · c4 чорний кінь · e3 білий пішак · h3 білий пішак · a2 білий пішак · b2 білий пішак · g2 білий пішак · d1 біла тура · g1 білий король | a8 чорна тура · d8 чорна тура · e8 чорний ферзь · a7 чорний пішак · b7 чорний пішак · c7 біла тура · f7 білий кінь · g7 чорний слон · h7 чорний король · d6 білий пішак · f6 білий кінь · g6 чорний пішак · h6 чорний пішак · d5 білий ферзь · e5 чорний пішак · f5 чорний слон · c4 чорний кінь · e3 білий пішак · h3 білий пішак · a2 білий пішак · b2 білий пішак · g2 білий пішак · d1 біла тура · g1 білий король | 3 |
| 2 | a8 чорна тура · d8 чорна тура · e8 чорний ферзь · a7 чорний пішак · b7 чорний пішак · c7 біла тура · f7 білий кінь · g7 чорний слон · h7 чорний король · d6 білий пішак · f6 білий кінь · g6 чорний пішак · h6 чорний пішак · d5 білий ферзь · e5 чорний пішак · f5 чорний слон · c4 чорний кінь · e3 білий пішак · h3 білий пішак · a2 білий пішак · b2 білий пішак · g2 білий пішак · d1 біла тура · g1 білий король | a8 чорна тура · d8 чорна тура · e8 чорний ферзь · a7 чорний пішак · b7 чорний пішак · c7 біла тура · f7 білий кінь · g7 чорний слон · h7 чорний король · d6 білий пішак · f6 білий кінь · g6 чорний пішак · h6 чорний пішак · d5 білий ферзь · e5 чорний пішак · f5 чорний слон · c4 чорний кінь · e3 білий пішак · h3 білий пішак · a2 білий пішак · b2 білий пішак · g2 білий пішак · d1 біла тура · g1 білий король | a8 чорна тура · d8 чорна тура · e8 чорний ферзь · a7 чорний пішак · b7 чорний пішак · c7 біла тура · f7 білий кінь · g7 чорний слон · h7 чорний король · d6 білий пішак · f6 білий кінь · g6 чорний пішак · h6 чорний пішак · d5 білий ферзь · e5 чорний пішак · f5 чорний слон · c4 чорний кінь · e3 білий пішак · h3 білий пішак · a2 білий пішак · b2 білий пішак · g2 білий пішак · d1 біла тура · g1 білий король | a8 чорна тура · d8 чорна тура · e8 чорний ферзь · a7 чорний пішак · b7 чорний пішак · c7 біла тура · f7 білий кінь · g7 чорний слон · h7 чорний король · d6 білий пішак · f6 білий кінь · g6 чорний пішак · h6 чорний пішак · d5 білий ферзь · e5 чорний пішак · f5 чорний слон · c4 чорний кінь · e3 білий пішак · h3 білий пішак · a2 білий пішак · b2 білий пішак · g2 білий пішак · d1 біла тура · g1 білий король | a8 чорна тура · d8 чорна тура · e8 чорний ферзь · a7 чорний пішак · b7 чорний пішак · c7 біла тура · f7 білий кінь · g7 чорний слон · h7 чорний король · d6 білий пішак · f6 білий кінь · g6 чорний пішак · h6 чорний пішак · d5 білий ферзь · e5 чорний пішак · f5 чорний слон · c4 чорний кінь · e3 білий пішак · h3 білий пішак · a2 білий пішак · b2 білий пішак · g2 білий пішак · d1 біла тура · g1 білий король | a8 чорна тура · d8 чорна тура · e8 чорний ферзь · a7 чорний пішак · b7 чорний пішак · c7 біла тура · f7 білий кінь · g7 чорний слон · h7 чорний король · d6 білий пішак · f6 білий кінь · g6 чорний пішак · h6 чорний пішак · d5 білий ферзь · e5 чорний пішак · f5 чорний слон · c4 чорний кінь · e3 білий пішак · h3 білий пішак · a2 білий пішак · b2 білий пішак · g2 білий пішак · d1 біла тура · g1 білий король | a8 чорна тура · d8 чорна тура · e8 чорний ферзь · a7 чорний пішак · b7 чорний пішак · c7 біла тура · f7 білий кінь · g7 чорний слон · h7 чорний король · d6 білий пішак · f6 білий кінь · g6 чорний пішак · h6 чорний пішак · d5 білий ферзь · e5 чорний пішак · f5 чорний слон · c4 чорний кінь · e3 білий пішак · h3 білий пішак · a2 білий пішак · b2 білий пішак · g2 білий пішак · d1 біла тура · g1 білий король | a8 чорна тура · d8 чорна тура · e8 чорний ферзь · a7 чорний пішак · b7 чорний пішак · c7 біла тура · f7 білий кінь · g7 чорний слон · h7 чорний король · d6 білий пішак · f6 білий кінь · g6 чорний пішак · h6 чорний пішак · d5 білий ферзь · e5 чорний пішак · f5 чорний слон · c4 чорний кінь · e3 білий пішак · h3 білий пішак · a2 білий пішак · b2 білий пішак · g2 білий пішак · d1 біла тура · g1 білий король | 2 |
| 1 | a8 чорна тура · d8 чорна тура · e8 чорний ферзь · a7 чорний пішак · b7 чорний пішак · c7 біла тура · f7 білий кінь · g7 чорний слон · h7 чорний король · d6 білий пішак · f6 білий кінь · g6 чорний пішак · h6 чорний пішак · d5 білий ферзь · e5 чорний пішак · f5 чорний слон · c4 чорний кінь · e3 білий пішак · h3 білий пішак · a2 білий пішак · b2 білий пішак · g2 білий пішак · d1 біла тура · g1 білий король | a8 чорна тура · d8 чорна тура · e8 чорний ферзь · a7 чорний пішак · b7 чорний пішак · c7 біла тура · f7 білий кінь · g7 чорний слон · h7 чорний король · d6 білий пішак · f6 білий кінь · g6 чорний пішак · h6 чорний пішак · d5 білий ферзь · e5 чорний пішак · f5 чорний слон · c4 чорний кінь · e3 білий пішак · h3 білий пішак · a2 білий пішак · b2 білий пішак · g2 білий пішак · d1 біла тура · g1 білий король | a8 чорна тура · d8 чорна тура · e8 чорний ферзь · a7 чорний пішак · b7 чорний пішак · c7 біла тура · f7 білий кінь · g7 чорний слон · h7 чорний король · d6 білий пішак · f6 білий кінь · g6 чорний пішак · h6 чорний пішак · d5 білий ферзь · e5 чорний пішак · f5 чорний слон · c4 чорний кінь · e3 білий пішак · h3 білий пішак · a2 білий пішак · b2 білий пішак · g2 білий пішак · d1 біла тура · g1 білий король | a8 чорна тура · d8 чорна тура · e8 чорний ферзь · a7 чорний пішак · b7 чорний пішак · c7 біла тура · f7 білий кінь · g7 чорний слон · h7 чорний король · d6 білий пішак · f6 білий кінь · g6 чорний пішак · h6 чорний пішак · d5 білий ферзь · e5 чорний пішак · f5 чорний слон · c4 чорний кінь · e3 білий пішак · h3 білий пішак · a2 білий пішак · b2 білий пішак · g2 білий пішак · d1 біла тура · g1 білий король | a8 чорна тура · d8 чорна тура · e8 чорний ферзь · a7 чорний пішак · b7 чорний пішак · c7 біла тура · f7 білий кінь · g7 чорний слон · h7 чорний король · d6 білий пішак · f6 білий кінь · g6 чорний пішак · h6 чорний пішак · d5 білий ферзь · e5 чорний пішак · f5 чорний слон · c4 чорний кінь · e3 білий пішак · h3 білий пішак · a2 білий пішак · b2 білий пішак · g2 білий пішак · d1 біла тура · g1 білий король | a8 чорна тура · d8 чорна тура · e8 чорний ферзь · a7 чорний пішак · b7 чорний пішак · c7 біла тура · f7 білий кінь · g7 чорний слон · h7 чорний король · d6 білий пішак · f6 білий кінь · g6 чорний пішак · h6 чорний пішак · d5 білий ферзь · e5 чорний пішак · f5 чорний слон · c4 чорний кінь · e3 білий пішак · h3 білий пішак · a2 білий пішак · b2 білий пішак · g2 білий пішак · d1 біла тура · g1 білий король | a8 чорна тура · d8 чорна тура · e8 чорний ферзь · a7 чорний пішак · b7 чорний пішак · c7 біла тура · f7 білий кінь · g7 чорний слон · h7 чорний король · d6 білий пішак · f6 білий кінь · g6 чорний пішак · h6 чорний пішак · d5 білий ферзь · e5 чорний пішак · f5 чорний слон · c4 чорний кінь · e3 білий пішак · h3 білий пішак · a2 білий пішак · b2 білий пішак · g2 білий пішак · d1 біла тура · g1 білий король | a8 чорна тура · d8 чорна тура · e8 чорний ферзь · a7 чорний пішак · b7 чорний пішак · c7 біла тура · f7 білий кінь · g7 чорний слон · h7 чорний король · d6 білий пішак · f6 білий кінь · g6 чорний пішак · h6 чорний пішак · d5 білий ферзь · e5 чорний пішак · f5 чорний слон · c4 чорний кінь · e3 білий пішак · h3 білий пішак · a2 білий пішак · b2 білий пішак · g2 білий пішак · d1 біла тура · g1 білий король | 1 |
|   | a | b | c | d | e | f | g | h |   |

Турнір проходив за коловою системою за участі 17 шахісток (1 шахістка вибула по ходу турніру).
Першості України передували відбіркові змагання, в яких взяли участь понад 100 шахісток 1-го та 2-го розрядів.
Турнір 1963 року різко відрізнявся від попередніх чемпіонатів: дві третини учасниць були шахістки у віці до 25 років. Серед учасниць були майстри спорту Любов Якір та Олена Малинова, досвідчені першорозрядниці Любов Ідельчик (Харків), Римма Антонова (Київ), Ніна Русинкевич (Донецьк) та ін. У турнірі грали також молоді шахістки — переможниця турніру студенток і робочої молоді 1963 року Ірина Бенько (Івано-Франківськ), чемпіонка СРСР серед школярок 1962 року Ірина Розенцвайг (Львів) і переможниця молодіжного турніру України Алла Іванченко (Кіровоград).
Лідерство з початку турніру захопила харківська шахістка Любов Ідельчик, яка не програвши жодної партії  з чудовими результатом 13 очок з 15 можливих (+11-0=4) вперше стала чемпіонкою України.
Друге місце, відставши від переможниці на півтори очка та без жодної поразки, посіла досвідчена шахістка з Донецька Ніна Русинкевич. Третє місце посіла молода шахістка Ірина Бенько (Івано-Франківськ), яка перемогла обох майстрів спорту. Четверте та п'яте місця за майстринями Любов Якір та Оленою Малиновою (обидві з Києва).
Добре враження залишила гра молодої студентки з Кіровограда А.Іванченко та львівської школярки І.Розенцвайг (вони розділили 6-7 місця). 
Праворуч на діаграмі представлена одна з партій чемпіонки України Любов Ідельчик:

1.e4 d5 2.ed Kf6 3.d4 K:d5 4.Kf3 g6 5.c4 Kb6 6.Kc3 Cg7 7.h3 0—0 8.Ce2 Kc6 9.Ce3 Лe8 10.0—0 e5

11.d5 Ke7 12.Фd2 Kf5 13.Лad1 K:e3 14.fe Фe7 15.Ke4 Лd8 16.d6! cd 17.c5! Kd7 (помилка, краще було 17.... d5) 18.cd Фe8 19.Kfg5 Kb6 20.Л:f7 Cf5

21.Лc7 h6 22.Cc4+ K:c4 23.Фd5+ Крh8 24.Kf7+ Крh7 25.Kf6+. Чорні здалися, так як немає захисту від мату.

## Турнірна таблиця
| №  | Учасник                 | Місто            | 1                                       | 2                                       | 3                                       | 4                                       | 5                                       | 6                                       | 7                                       | 8                                       | 9                                       | 10                                      | 11                                      | 12                                      | 13                                      | 14                                      | 15                                      | 16                                      | 17                                      |  | +  | − | = | Очки | Місце  |
| -- | ----------------------- | ---------------- | --------------------------------------- | --------------------------------------- | --------------------------------------- | --------------------------------------- | --------------------------------------- | --------------------------------------- | --------------------------------------- | --------------------------------------- | --------------------------------------- | --------------------------------------- | --------------------------------------- | --------------------------------------- | --------------------------------------- | --------------------------------------- | --------------------------------------- | --------------------------------------- | --------------------------------------- |  | -- | - | - | ---- | ------ |
| 1  | Любов Ідельчик          | Харків           |                                         |                                         |                                         | 1                                       |                                         |                                         |                                         | 1                                       |                                         |                                         |                                         |                                         |                                         |                                         |                                         |                                         |                                         |  | 11 | 0 | 4 | 13   | Gold   |
| 2  | Ніна Русинкевич         | Донецьк          |                                         |                                         |                                         |                                         |                                         |                                         |                                         | 1                                       |                                         |                                         |                                         |                                         |                                         |                                         |                                         |                                         |                                         |  | 8  | 0 | 7 | 11½  | Silver |
| 3  | Ірина Бенько            | Івано-Франківськ |                                         |                                         |                                         | 1                                       | 1                                       |                                         |                                         | 0                                       |                                         |                                         |                                         |                                         |                                         |                                         |                                         |                                         |                                         |  |    |   |   | 10   | Bronze |
| 4  | Любов Якір (Коган)      | Київ             | 0                                       |                                         | 0                                       |                                         |                                         |                                         |                                         | 1                                       |                                         |                                         |                                         |                                         |                                         |                                         |                                         |                                         |                                         |  |    |   |   | 9½   | 4      |
| 5  | Олена Малинова          | Київ             |                                         |                                         | 0                                       |                                         |                                         |                                         |                                         | 1                                       |                                         |                                         |                                         |                                         |                                         |                                         |                                         |                                         |                                         |  |    |   |   | 9    | 5      |
| 6  | Алла Іванченко          | Кіровоград       |                                         |                                         |                                         |                                         |                                         |                                         |                                         | 1                                       |                                         |                                         |                                         |                                         | 1                                       |                                         |                                         |                                         |                                         |  |    |   |   | 8½   | 6 — 7  |
| 7  | Ірина Розенцвайг        | Львів            |                                         |                                         |                                         |                                         |                                         |                                         |                                         | 0                                       |                                         |                                         |                                         |                                         |                                         |                                         |                                         |                                         |                                         |  |    |   |   | 8½   | 6 — 7  |
| 8  | Римма Антонова          | Миколаїв         | 0                                       | 0                                       | 1                                       | 0                                       | 0                                       | 0                                       | 1                                       |                                         | 1                                       | ½                                       | ½                                       | 1                                       | ½                                       | ½                                       | ½                                       | 1                                       | 1                                       |  | 5  | 5 | 5 | 7½   | 8      |
| 9  | Алла Титаренко          | Дніпропетровськ  |                                         |                                         |                                         |                                         |                                         |                                         |                                         | 0                                       |                                         |                                         |                                         |                                         |                                         |                                         |                                         |                                         |                                         |  |    |   |   | 6½   | 9      |
| 10 | Лілія Подобєда          | Харків           |                                         |                                         |                                         |                                         |                                         |                                         |                                         | ½                                       |                                         |                                         |                                         |                                         |                                         |                                         |                                         |                                         |                                         |  |    |   |   | ?    | ?      |
| 11 | Єлизавета Пятова        | Київ             |                                         |                                         |                                         |                                         |                                         |                                         |                                         | ½                                       |                                         |                                         |                                         |                                         |                                         |                                         |                                         |                                         |                                         |  |    |   |   | ?    | ?      |
| 12 | Рита Гершунська         | Київ             |                                         |                                         |                                         |                                         |                                         |                                         |                                         | 0                                       |                                         |                                         |                                         |                                         |                                         |                                         |                                         |                                         |                                         |  |    |   |   | ?    | ?      |
| 13 | Людмила Люблінська      | Київ             |                                         |                                         |                                         |                                         |                                         | 0                                       |                                         | ½                                       |                                         |                                         |                                         |                                         |                                         |                                         |                                         |                                         |                                         |  |    |   |   | ?    | ?      |
| 14 | Тамара Плямовата        | Івано-Франківськ |                                         |                                         |                                         |                                         |                                         |                                         |                                         | ½                                       |                                         |                                         |                                         |                                         |                                         |                                         |                                         |                                         |                                         |  |    |   |   | ?    | ?      |
| 15 | Жанна Гандельсман       | Одеса            |                                         |                                         |                                         |                                         |                                         |                                         |                                         | ½                                       |                                         |                                         |                                         |                                         |                                         |                                         |                                         |                                         |                                         |  |    |   |   | ?    | ?      |
| 16 | Тетяна Крюкова (Махиня) | Київ             |                                         |                                         |                                         |                                         |                                         |                                         |                                         | 0                                       |                                         |                                         |                                         |                                         |                                         |                                         |                                         |                                         |                                         |  |    |   |   | ?    | ?      |
| 17 | Л.Фельдман              | Житомир          | вибула з турніру через нещасний випадок | вибула з турніру через нещасний випадок | вибула з турніру через нещасний випадок | вибула з турніру через нещасний випадок | вибула з турніру через нещасний випадок | вибула з турніру через нещасний випадок | вибула з турніру через нещасний випадок | вибула з турніру через нещасний випадок | вибула з турніру через нещасний випадок | вибула з турніру через нещасний випадок | вибула з турніру через нещасний випадок | вибула з турніру через нещасний випадок | вибула з турніру через нещасний випадок | вибула з турніру через нещасний випадок | вибула з турніру через нещасний випадок | вибула з турніру через нещасний випадок | вибула з турніру через нещасний випадок |  |    |   |   |      |        |

| Легенда таблиці | Легенда таблиці        | Легенда таблиці | Легенда таблиці         | Легенда таблиці | Легенда таблиці | Легенда таблиці | Легенда таблиці | Легенда таблиці | Легенда таблиці |
| --------------- | ---------------------- | --------------- | ----------------------- | --------------- | --------------- | --------------- | --------------- | --------------- | --------------- |
|                 | Партія білими фігурами |                 | Партія чорними фігурами | 1               | перемога        | ½               | нічия           | 0               | поразка         |